# Vuohisaari (ö i Norra Savolax, Inre Savolax)
Vuohisaari är en ö i Finland. Den ligger i sjön Konnevesi och i kommunen Rautalampi i den ekonomiska regionen  Inre Savolax ekonomiska region  och landskapet Norra Savolax, i den centrala delen av landet, 280 km norr om huvudstaden Helsingfors. Öns area är 13,3 hektar och dess största längd är 0,8 kilometer i nord-sydlig riktning.